# Gus - Petit oiseau, grand voyage
Gus - Petit oiseau, grand voyage (no Brasil: Yellowbird - O Pequeno Herói também conhecido como O Passarinho Amarelo; no Portugal: Amarelinho) é um filme de animação de aventura franco-belga de 2014, dirigido por Christian De Vita e produzido pela TeamTo e Haut et Court e foi distribuído pela Universal Pictures.

## Enredo
um pequenino passarinho órfão que nunca saiu de seu ninho. Tímido, desajeitado e sem nenhuma confiança, ele se torna inesperadamente o líder de um bando que migra para a África. Junte-se a ele e seus novos amigos em uma aventura cheia de descobertas e surpresas!

## Elenco
- Seth Green como Yellowbird.

- Dakota Fanning como Delf.

- Christine Baranski como Janet.

- Yvette Nicole Brown como Joaninha.

- Richard Kind como Michka.

- Jim Rash como Karl.

- Danny Glover como Darius.

- Elliott Gould como Coruja.

- Brady Corbet como Willy.